# Джудіт Андерсон
Джудіт А́ндерсон (англ. Judith Anderson, при народженні Френсіс Маргарет Андерсон, англ. Frances Margaret Anderson; 10 лютого 1897, Аделаїда — 3 січня 1992, Санта-Барбара, Каліфорнія) — австралійська і американська акторка театру, кіно та телебачення.

## Життєпис

### Юні роки
Народилась 10 лютого 1897 року на півдні Австралії в місті Аделаїда. Акторську кар'єру розпочала по закінченні середньої школи «Нортвуд».
Її дебют під ім'ям Френсіс Андерсон відбувся 1915 року в Королівському театрі в Сіднеї, де вона зіграла Стефані в п'єсі «Королівське розлучення». У трупі цього театру було багато американських акторів, які й порадили юній Френсіс спробувати свої сили в Америці. З надією на успіх, Андерсон 1918 року покинула Австралію й переїхала до Каліфорнії. Але там її спіткала невдача, після чого вона перебралася до Нью-Йорка, де також не досягла успіху.

### Становлення кар'єри
Після деякого часу бідності та поневірянь Андерсон була зарахована в трупу Емми Бунтінг. З нею вона гастролювала до 1922 року, поки не відбувся її дебют на Бродвеї в п'єсі «На сходинках». Рік по тому вона змінила ім'я на Джудіт Андерсон і досягла першого успіху в постановці «Кобра». 1927 року акторка вирушила з гастролями до Австралії, де грала в п'єсах «Чай для трьох», «Зелений капелюшок» та «Кобра».
На початку 1930-х років вона вже вважалася однією з найкращих театральних акторок і не втратила цього статусу до 1950-х. 1936 року вона зіграла Гертруду в п'єсі «Гамлет» у постановці Джона Гілгуда, а рік по тому виконала роль леді Макбет у постановці «Макбета» спочатку в Лондоні, а потім у Нью-Йорку 1941 року. У 1942—1943 роках вона грала Ольгу в чеховській п'єсі «Три сестри», де її партнерками були Кетрін Корнелл та Рут Гордон. Ця постановка була настільки успішною, що театральний плакат із зображенням цих трьох акторок було вміщено на обкладинку журналу «Тайм». 1947 року Джудіт Андерсон зіграла Медею в однойменній трагедії Евріпіда, роль якої принесла їй премію Тоні в категорії Найкраща акторка в п'єсі. Вона гастролювала з цією постановкою в Німеччині 1951 року, а також у Франції та Австралії 1955—1956 роках.

### Кар'єра в кіно та на телебаченні
Окрім театру, Джудіт Андерсон зрідка з'являлася в кіно. Однією з перших її ролей стала місіс Денверс у трилері Альфреда Гічкока «Ребекка» (1940), за яку вона була номінована на премію Оскар як найкраща акторка другого плану. Надалі вона знялася в таких фільмах, як «Край пітьми» (1943), «Лора» (1944), «Щоденник покоївки» (1946) та «Дивна любов Марти Айверс» (1946).

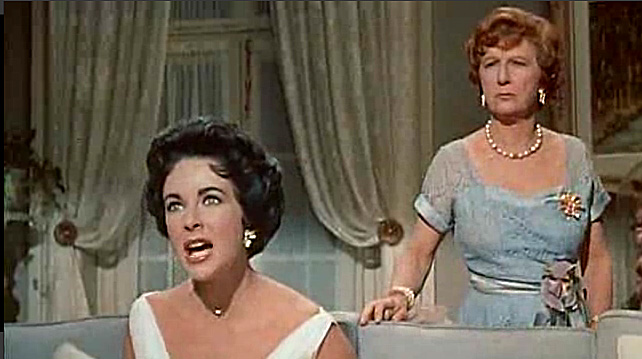
З Елізабет Тейлор у фільмі «Кішка на розпеченому даху» (1958)

Акторка також працювала на телебаченні й двічі була нагороджена премією Еммі за роль леді Макбет у двох різних телефільмах — у 1954-му та 1961 роках.
У 1950-х роках у Джудіт Андерсон були примітні ролі у фільмах «Саломея» (1953), «Десять заповідей» (1956) та «Кішка на розпеченому даху» (1958) з Елізабет Тейлор та Полом Ньюменом.
З 1950-х по 1970-ті роки Андерсон записала кілька музичних альбомів на студії «Caedmon Audio», при цьому двічі була номінована на премію Греммі за запис пісні «Wuthering Heights».
1960 року Джудіт Андерсон була удостоєна звання Дама-Командор ордену Британської імперії (DBE).

### Особисте життя
У 1937—1939 роках Джудіт Андерсон перебувала в шлюбі з професором Бенджаміном Гаррісоном Леманом, а в 1946—1951 роках — з театральним продюсером Лютером Гріном. Обидва шлюби закінчилися розлученням. Дітей акторка не мала.

### Пізні роки
У наступні десятиліття Андерсон продовжувала багато грати в театрі, з'явившись ще раз у п'єсі «Медея» 1982 року, але цього разу в ролі Няні. Та все ж ця роль не лишилась непоміченою і принесла акторці номінацію на Тоні. 1984 року, у віці 87 років, вона зіграла Верховну жрицю Вулкану в науково-фантастичному фільмі «Зоряний шлях 3: У пошуках Спока» й того ж року стала виконавицею ролі Мінкс Локрідж у телесеріалі «Санта-Барбара», яку виконувала три наступних роки.
10 червня 1991 року, у день народження Єлизавети II, акторка була нагороджена орденом Австралії кавалерського ступеня (AC).
Останні роки життя Джудіт Андерсон провела в каліфорнійському місті Санта-Барбара, де й померла 3 січня 1992 року від пневмонії у 94-річному віці.

## Вибрана фільмографія
| Рік       |    | Українська назва                | Оригінальна назва                 | Роль                     |
| --------- | -- | ------------------------------- | --------------------------------- | ------------------------ |
| 1933      | ф  | Брудні гроші                    | Blood Many                        | Рубі Дарлінг             |
| 1940      | ф  | Ребекка                         | Rebecca                           | місіс Денверс            |
| 1942      | ф  | Кінгс Роу                       | Kings Row                         | місіс Геррієт Гордон     |
| 1943      | ф  | Край пітьми                     | Edge of Darkness                  | Герд Б'ярнсен            |
| 1944      | ф  | Лора                            | Laura                             | Енн Тредвелл             |
| 1945      | ф  | І не лишилось жодного           | And There Were None               | Емілі Брент              |
| 1946      | ф  | Щоденник покоївки               | The Diary of a Chambermaid        | мадам Ланлер             |
| 1946      | ф  | Дивна любов Марти Айверс        | The Strange Love of Martha Ivers  | місіс Айверс             |
| 1946      | ф  | Червоний дім                    | The Red House                     | Елен Морган              |
| 1947      | ф  | Магнат                          | Tycoon                            | міс Брейтвейт            |
| 1950      | ф  | Фурії                           | The Furies                        | Фло Бернетт              |
| 1950      | ф  | Саломея                         | Salome                            | Іродіада                 |
| 1954      | тф | Макбет                          | Macbeth                           | леді Макбет              |
| 1956      | ф  | Десять заповідей                | The Ten Commandments              | Мемнет                   |
| 1958      | ф  | Кішка на розпеченому даху       | Cat on a Hot Tin Roof             | «Велика Мама» Іда Полліт |
| 1960      | тф | Макбет                          | Macbeth                           | леді Макбет              |
| 1968      | тф | Королева Єлизавета              | Elizabeth the Queen               | Єлизавета I              |
| 1970      | ф  | Людина на ім'я Кінь             | A Mam Called Horse                | Голова Бізонихи          |
| 1983      | тф | Медея                           | Medea                             | Няня                     |
| 1984      | ф  | Зоряний шлях 3: У пошуках Спока | Star Trek 3: The Search for Spock | Верховна жриця Вулкану   |
| 1984—1987 | с  | Санта-Барбара                   | Santa Barbara                     | Мінкс Локрідж            |